# Anopheles pulcherrimus
Anopheles pulcherrimus är en tvåvingeart som beskrevs av Theobald 1902. Anopheles pulcherrimus ingår i släktet Anopheles och familjen stickmyggor. Inga underarter finns listade i Catalogue of Life.